# Ћ
Das Ћ (Kleinbuchstabe ћ) ist ein Buchstabe des kyrillischen Alphabets. Verwendet wird er nur im serbischen Alphabet, wo er der 23. Buchstabe ist. Er steht in der serbischen Sprache für den stimmlosen palatoalveolaren Frikativ (ʨ). Der entsprechende Buchstabe in serbischer Lateinschrift ist das Ć.

## Zeichenkodierung
| Standard  | Standard    | Majuskel Ћ                   | Minuskel ћ                 |
| --------- | ----------- | ---------------------------- | -------------------------- |
| Unicode   | Codepoint   | U+040B                       | U+045B                     |
| Unicode   | Name        | CYRILLIC CAPITAL LETTER TSHE | CYRILLIC SMALL LETTER TSHE |
| UTF-8     | UTF-8       | D0 8B                        | D1 9B                      |
| XML/XHTML | dezimal     | &#1035;                      | &#1115;                    |
| XML/XHTML | hexadezimal | &#x040B;                     | &#x045B;                   |